# Sinatra (album)
Sinatra è il quinto album in studio del rapper italiano Guè, pubblicato il 14 settembre 2018 dalla Island Records e dalla Universal Music Group.

## Descrizione
Sinatra rappresenta la prima pubblicazione del rapper insieme a un unico supervisore della produzione, ovvero Charlie Charles, che si è occupato anche della fase di missaggio. Lo stesso produttore ha inoltre fatto sì che il disco risultasse conciso, senza presentare alcun riempitivo o intermezzo, come spiegato dallo stesso Guè:
Secondo il rapper, il titolo dell'album rappresenta un esplicito omaggio a Frank Sinatra, in particolar modo all'«iconografia del personaggio, l'idea molto hip hop di esagerare. Arrivato al quinto disco, c'è l'arroganza di usare questo pseudonimo. Al posto di "king", dico "Sinatra"».
Come accaduto con i precedenti album, anche Sinatra è caratterizzato dalla presenza di artisti ospiti appartenenti o meno alla scena hip hop italiana, come Noyz Narcos, Luchè, Marracash, DrefGold, Frah Quintale, Elodie, Sfera Ebbasta e Capo Plaza, quest'ultimo collaboratore nel primo singolo estratto Trap Phone. Dal punto di vista musicale, l'album, pur rimanendo nel complesso hip hop è caratterizzato da una varietà di influenze, tra cui pop (2%), dancehall (Bling Bling (Oro)) e G-funk (Babysitter).

## Tracce
1. Hugh Guefner – 1:19
2. Trap Phone (feat. Capo Plaza) – 3:20
3. Borsello (feat. Sfera Ebbasta & DrefGold) – 3:22
4. 2% (feat. Frah Quintale) – 3:31
5. Bling Bling (Oro) – 3:28
6. Claro (feat. Tony Effe & Pyrex) – 2:06
7. Bastardi senza gloria (feat. Noyz Narcos) – 2:36
8. Bam Bam (feat. Cosculluela & El Micha) – 3:35
9. Sobrio (feat. Elodie) – 2:35
10. Babysitter – 3:29
11. Modalità aereo (feat. Luchè & Marracash) – 3:10
12. Hotel – 3:47

## Formazione
Musicisti
- Gué Pequeno – voce
- Capo Plaza – voce aggiuntiva (traccia 2)
- Sfera Ebbasta – voce aggiuntiva (traccia 3)
- DrefGold – voce aggiuntiva (traccia 3)
- Frah Quintale – voce aggiuntiva (traccia 4)
- Tony Effe – voce aggiuntiva (traccia 6)
- Pyrex – voce aggiuntiva (traccia 6)
- Noyz Narcos – voce aggiuntiva (traccia 7)
- Cosculluela – voce aggiuntiva (traccia 8)
- El Micha – voce aggiuntiva (traccia 8)
- Elodie – voce aggiuntiva (traccia 9)
- Luchè – voce aggiuntiva (traccia 11)
- Marracash – voce aggiuntiva (traccia 11)

Produzione
- Charlie Charles – produzione artistica, missaggio, produzione (traccia 3)
- D-Ross – produzione (tracce 1 e 11)
- 2nd Roof – produzione (tracce 2 e 6)
- Sixpm – produzione (traccia 4)
- Big Fish – produzione (traccia 5)
- Rhade – produzione (traccia 5)
- Don Alfonso – produzione (traccia 6)
- Jordon Tower – produzione (traccia 6)
- Shablo – produzione (tracce 7, 8, 9 e 12)
- Mace – produzione (traccia 10)

## Classifiche

### Classifiche settimanali
| Classifica (2018) | Posizione massima |
| ----------------- | ----------------- |
| Italia            | 1                 |
| Svizzera          | 34                |

### Classifiche di fine anno
| Classifica (2018) | Posizione |
| ----------------- | --------- |
| Italia            | 27        |
| Classifica (2019) | Posizione |
| Italia            | 34        |